# Melangyna grandimaculata
Melangyna grandimaculata är en tvåvingeart som beskrevs av Huo och Ren 2007. Melangyna grandimaculata ingår i släktet flickblomflugor, och familjen blomflugor. Inga underarter finns listade i Catalogue of Life.